# Ungureni (okręg Dolj)
Ungureni – wieś w Rumunii, w okręgu Dolj, w gminie Ghercești. W 2011 roku liczyła 205 mieszkańców.